# Tarenna
Tarenna là một chi thực vật có hoa trong họ Thiến thảo (Rubiaceae).

## Hình ảnh

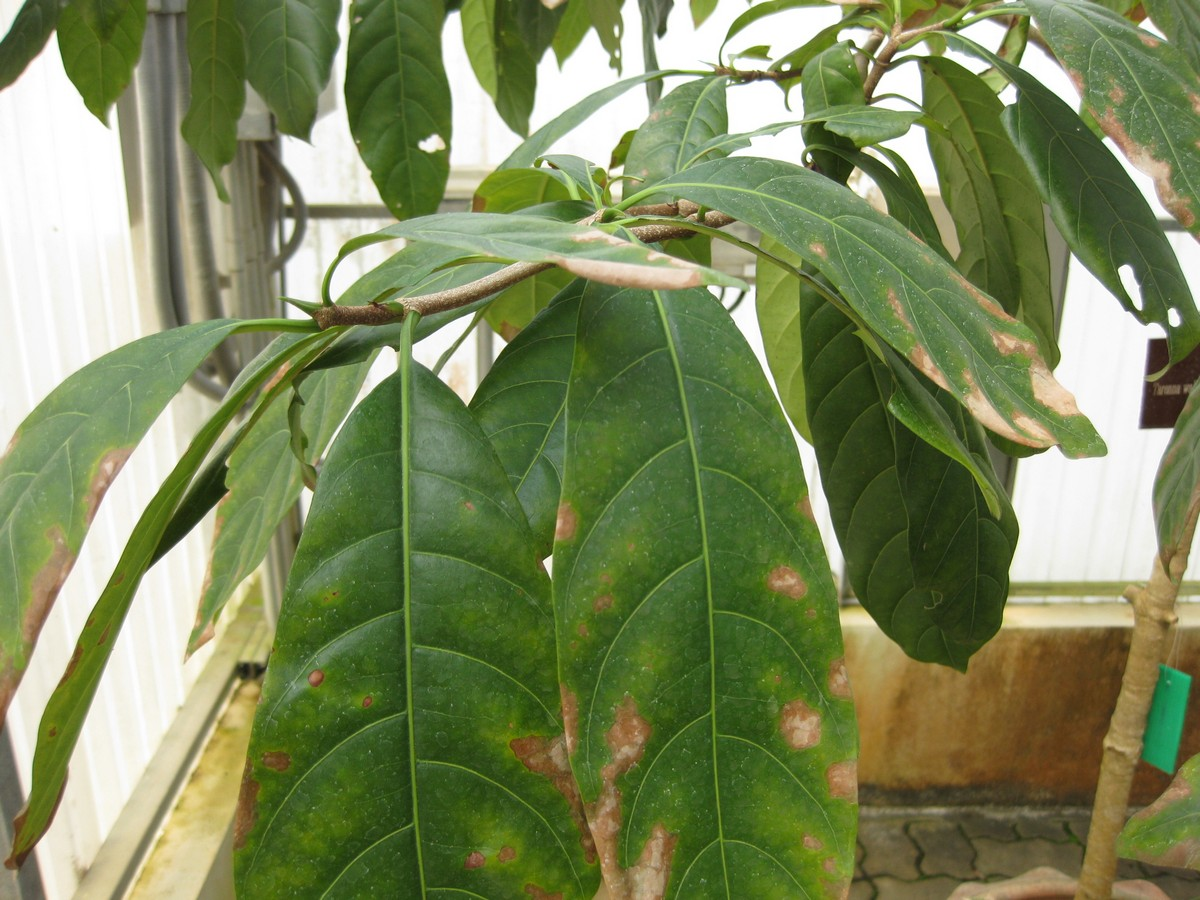
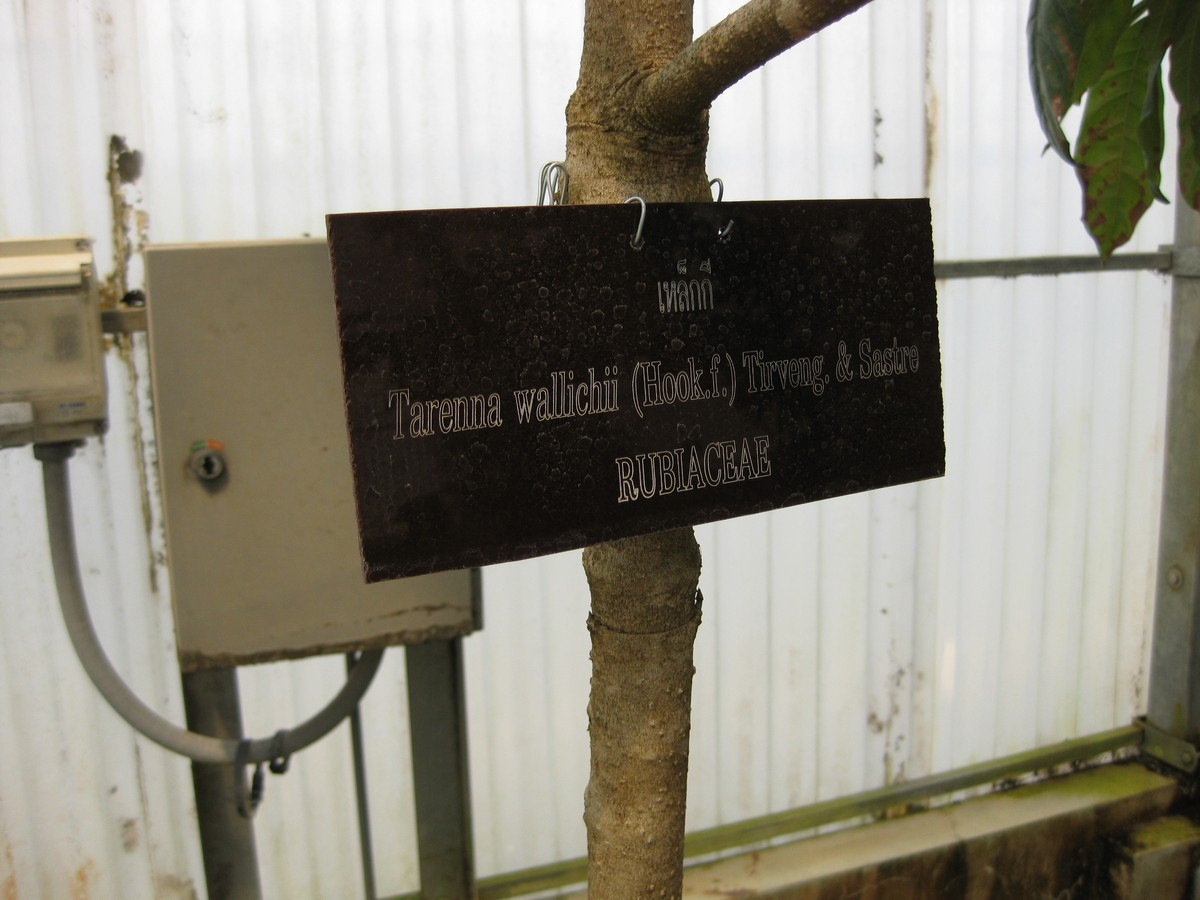
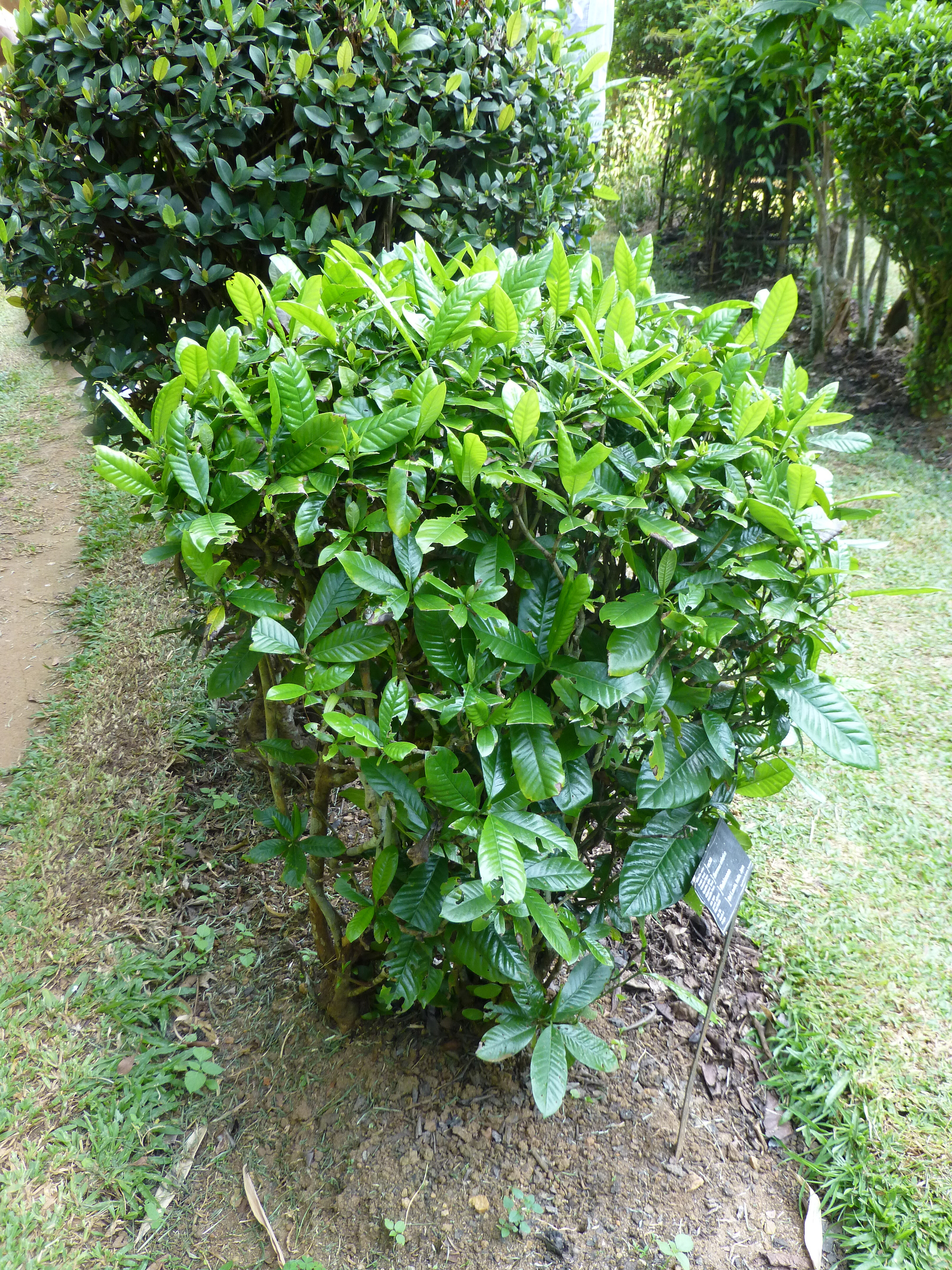

## Loài
Chi Tarenna gồm các loài: